# هال آجیت
هال آجیت (به انگلیسی: HAL Ajeet) یک هواپیمای ساختِ کارخانهٔ هیندوستان آیروناتیکس در کشور هند است. نخستین استفاده‌کنندهٔ این هواپیما نیروی هوایی هند بوده‌است. این هواپیما برای نخستین بار در ۱۹۷۶ میلادی مورد استفاده قرار گرفت.